# تيم واشنطن
تيم واشنطن (بالإنجليزية: Tim Washington)‏ هو لاعب كرة قدم أمريكية أمريكي، ولد في 7 نوفمبر 1959 في فريسنو في الولايات المتحدة، وتوفي في 4 يناير 1992 في فريمونت في الولايات المتحدة.

## وصلات خارجية
- تيم واشنطن على موقع مرجع كرة القدم المحترفة.كوم (الإنجليزية)